# Neunerkogel
De Neunerkogel is een 2640 meter hoge berg in de Stubaier Alpen in het Oostenrijkse Tirol.
De bergtop ligt precies tussen Speicher Finstertal en de natuurlijke meren Untere Plenderlessee en Obere Plenderlessee, vlak bij de Drei-Seen-Hütte. Boven op de bergtop is een gipfelkreuz geplaatst.
De tocht naar de top start veelal in Kühtai, loopt via de Hirschebensee en de Drei-Seen-Hütte richting het Speicher Finstertal, waar een matig gemarkeerde route via een schuilhut met toilet en SOS-station naar de top voert. Voor een geoefend klimmer neemt de tocht rond de twee en een half uur in beslag.